# Stazione di Acerra (Circumvesuviana)
La stazione di Acerra della ex Circumvesuviana era il capolinea della ferrovia Pomigliano d'Arco-Acerra, lungo la quale si trovano altre due stazioni sotterranee, che servono lo stabilimento Fiat di Pomigliano d'Arco.

## Servizio viaggiatori
La linea non risulta più in esercizio dal 22 giugno 2019. Il collegamento è svolto tramite bus sostitutivi con capolinea alla stazione di Pomigliano d'Arco.

## Storia
La stazione fu attivata il 1º febbraio 2005.
Nel piazzale accanto alla stazione è istituito il capolinea di alcune linee di autobus, con ampia disponibilità di parcheggio auto gratuito.

## Servizi
La stazione dispone di:
- Biglietteria automatica
- Servizi igienici

## Interscambi
- Fermata autobus

## Galleria d'immagini

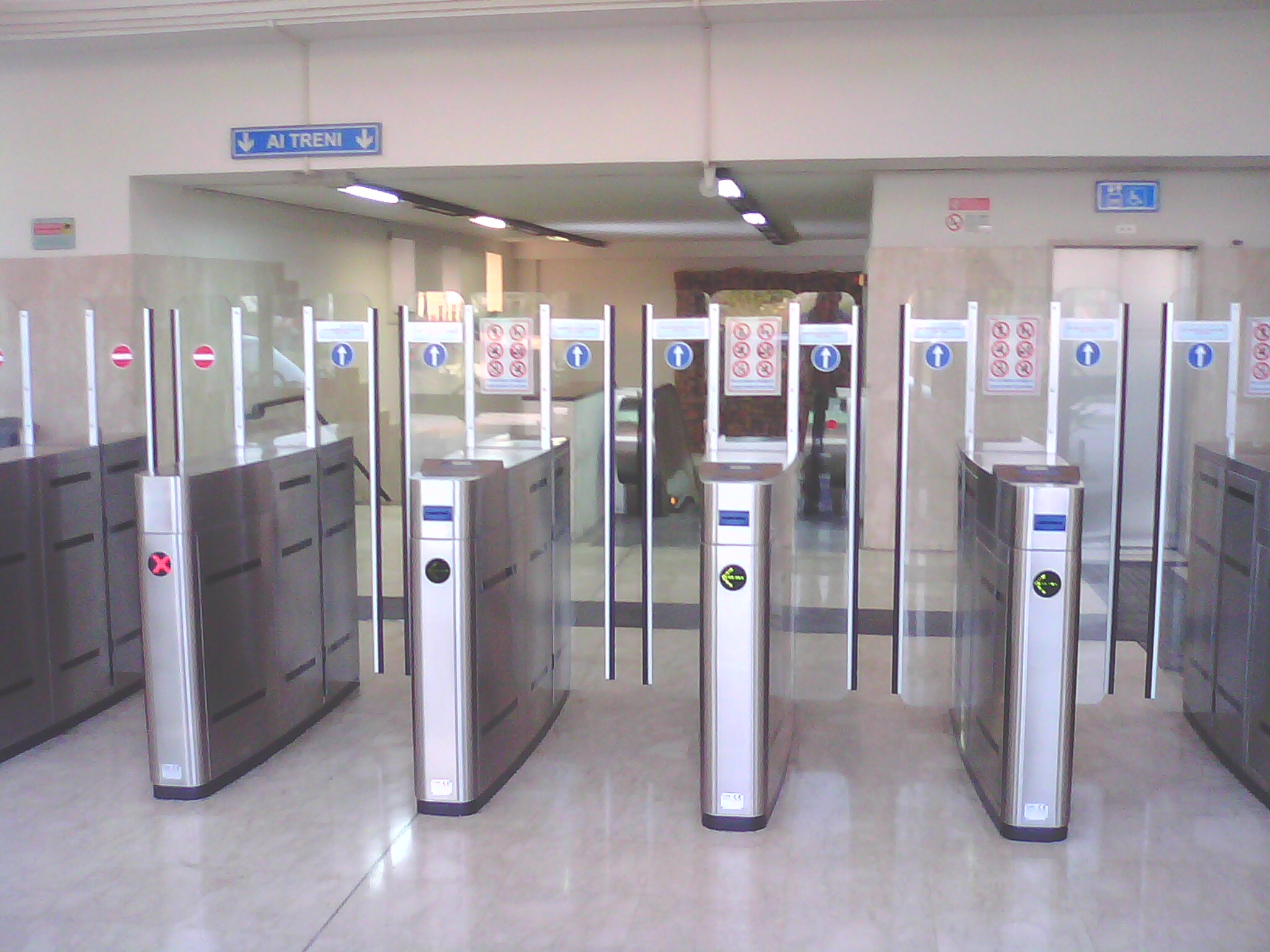
Varco biglietti
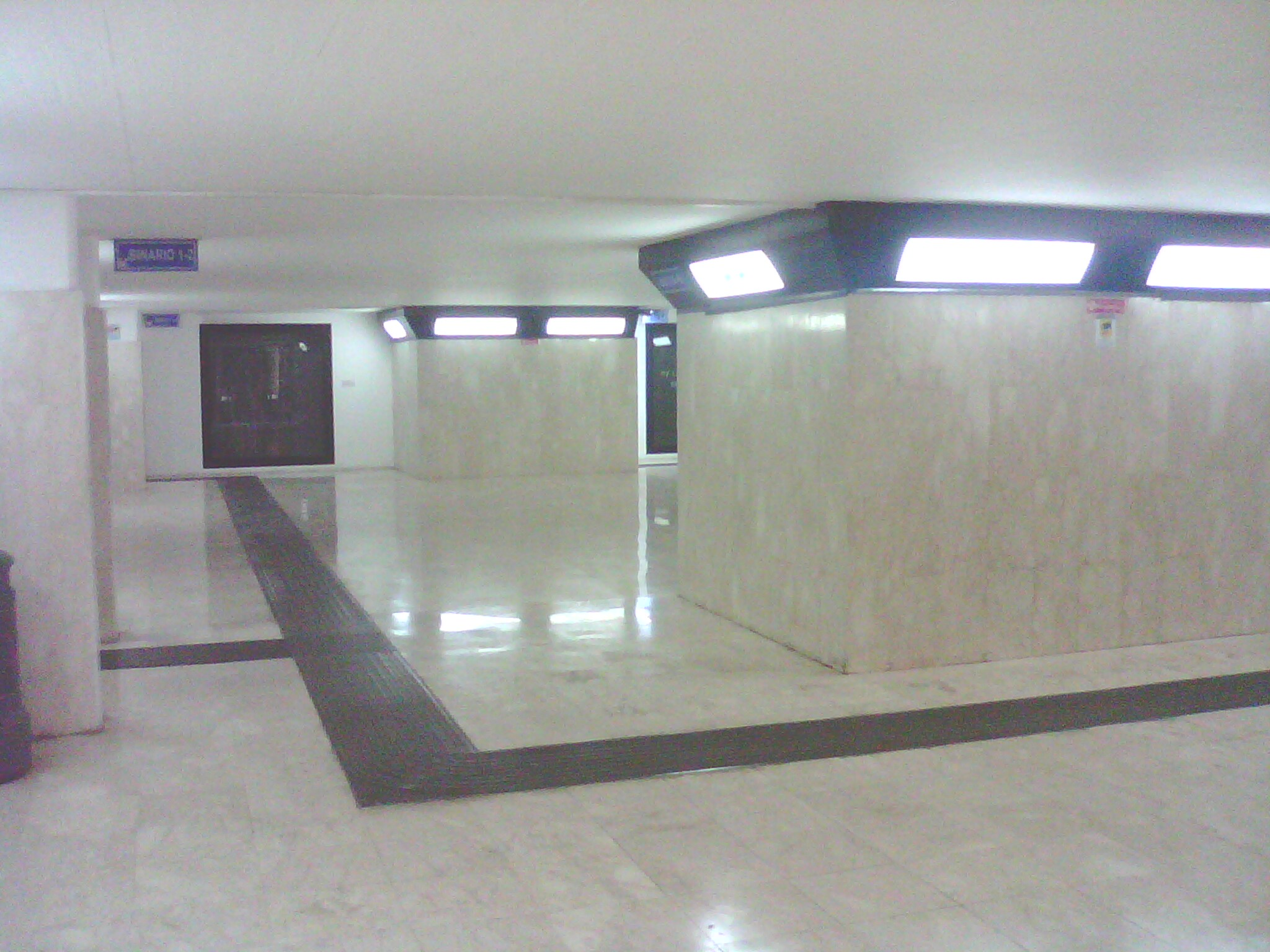
Corridoio di accesso alle banchine
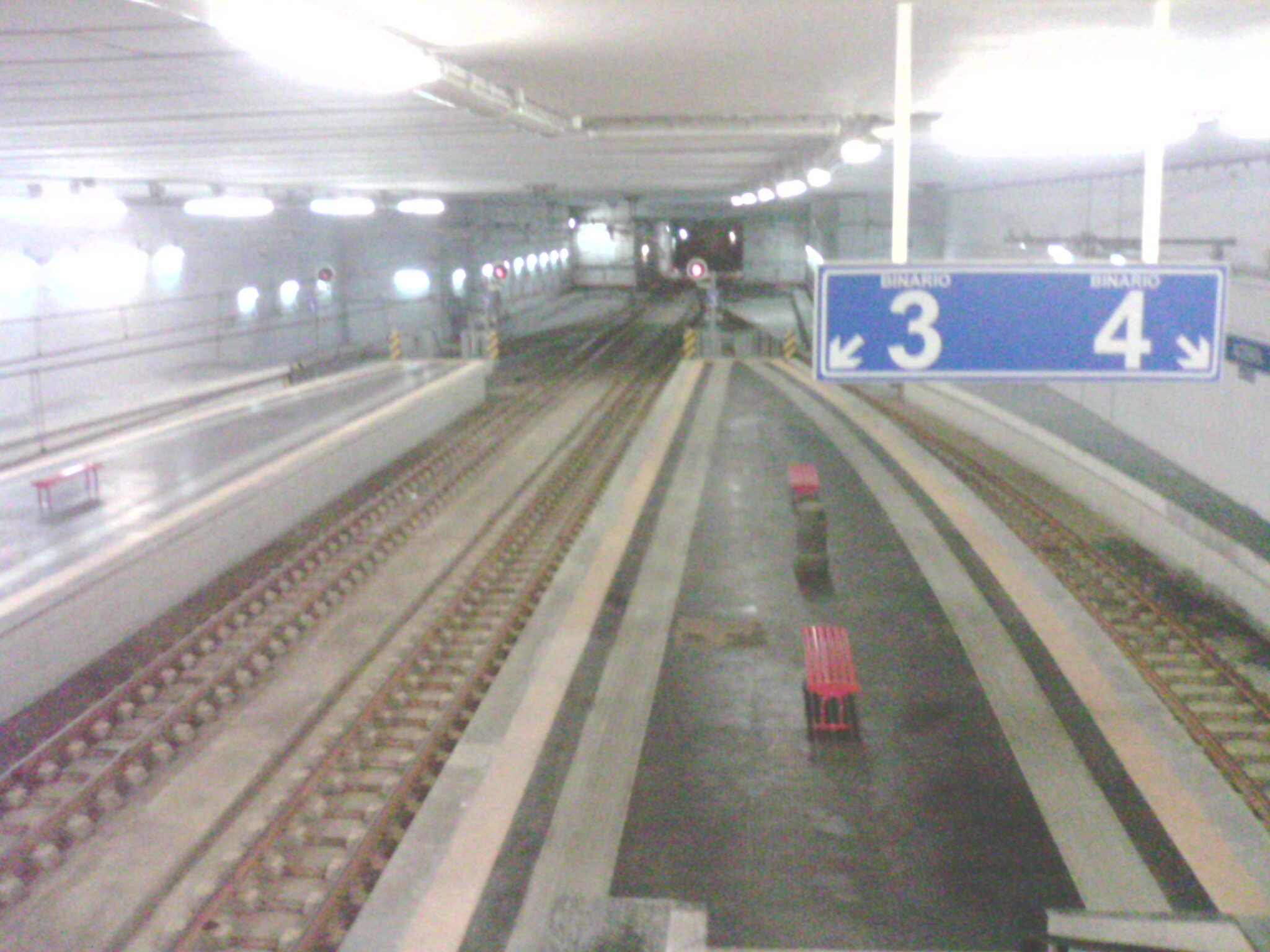
Banchina dei binari 3 e 4